# Wolfgang Friedrich I. von Dalberg
Wolfgang Friedrich I. von Dalberg (* 1565; † 19. Januar 1621) war ein Mitglied der reichsritterschaftlichen Familie von Dalberg, Grundherr und Funktionsträger im Kurfürstentum Mainz und im Oberrheinischen Reichskreis.

## Herkunft
Die Eltern von Wolfgang Friedrich I. waren Friedrich IX. von Dalberg zu Kropsburg (1530–1577), Hauptmann der Oberrheinischen Reichsritterschaft, und Barbara, Tochter von Baltasar von Rosenberg und Anna Krantz von Geispitzheim († 1578).

## Ehen und Nachkommen
In erster Ehe heiratete Wolfgang Friedrich I. am 4. September 1595 Ursula (* 1580 oder 1581; † 28. Januar 1611 in Nieder-Olm, bestattet in Nieder-Olm), eine Tochter von Johann von Kerpen-Illingen und Anna von Schauenburg. Mit ihr hatte er sieben Kinder:
- Wolfgang Johann zu Clerf (getauft am 8. Januar 1597 in Mainz; † 13. März 1634, bestattet in Herrnsheim) studierte 1617 an der Universität Perugia. Nach dem Tod des Vaters erbte er von dessen Anteil an der Herrschaft Clerf (französisch Clervaux, heute: Großherzogtum Luxemburg) einen Teil und war fortan mit 10 % daran beteiligt.[5] Er benannte sich nach dieser Herrschaft. Weiter gehörten im Teile der Schüttburg.[Anm. 2] Wolfgang Johann heiratete 1628 Maria Agnes Katharina, Tochter von Johann Philipp von Hoheneck und Anna Wolff-Metternich zur Gracht.
- Philipp Balthasar (* 1597; † 10. April 1639, bestattet in St. Martin in Worms) studierte 1617 ebenfalls an der Universität Perugia und erbte nach dem Tod des Vaters ebenfalls von dessen Anteil an der Herrschaft Clerf. Auch er hielt fortan 10 % dieser Herrschaft[5] und benannte sich danach. 1621 heiratete er Magdalena (* 1604 oder 1605; † 26. Dezember 1647), Tochter von Samson von Warsberg und Regina von Rollingen.
- Anna Margareta (* 1599) heiratete 1617 Hans Gernand Ulner von Dieburg († 1637?[4]). Als Witwe trat sie in das adelige Damenstift von St. Maria im Kapitol, Köln, ein.[Anm. 3]
- Anna Katharina (* 1600) heiratete zunächst 1617 Johann Dieter Echter von Mespelbrunn, 1622 dann Georg Christoph von Haslang.[4][6]
- Ursula (* 1602; † 1664) heiratete am 8. November 1619 Johann Schweikhard von Sickingen-Landstuhl († 1666[7]).
- Maria Barbara (* 1603) heiratete am 31. Oktober 1630 Philipp von Hoheneck. Beider Tochter, Maria Ursula von Hoheneck († 1668), wiederum heiratete 1663 Johann XXV. von Dalberg.[8][4]
- Anna Magdalena (* Januar 1610; † 12. Februar 1612)[9]

Nach dem Tod seiner ersten Gattin heiratete Wolfgang Friedrich I. 1612 in zweiter Ehe Margareta Kunigunde († 19. März 1626, bestattet in St. Martin in Worms), Tochter von Georg Löw von Steinfurth und Anna von Greiffenclau zu Vollrads. Dass Margareta Kunigunde in der Stiftskirche St. Martin in Worms beigesetzt wurde – und nicht im Familienbegräbnis der Dalberger in der Pfarrkirche St. Peter in Herrnsheim (heute: Worms) – kann daran gelegen haben, dass die Kirche damals lutherisch war, die Familie von Wolfgang Friedrich I. von Dalberg aber römisch-katholisch. Margareta Kunigunde war bei ihrer Heirat mit Wolfgang Friedrich I. die Witwe von Marquard von Hattstein zu Weilbach († 1619). Marquard von Hattstein zu Weilbach war ein Urenkel von Philipp I. Kämmerer von Worms. Die Familie von Dalberg war ein Seitenzweig der Familie der Kämmerer von Worms. Aus der zweiten Ehe mit Margareta Kunigunde ging eine Tochter hervor:
- Maria Eva (* 1612[4]; † zwischen 28. Februar 1662 und 14. Oktober 1677[Anm. 4]) war das einzige der Kinder aus der zweiten Ehe ihres Vaters[4]. Sie heiratete am 27. November 1635 Wolf Eberhard I. von Dalberg (* 1614; † 7. September 1676), Hofmarschall und Rat des Bischofs von Speyer, Oberamtmann in Kirrweiler und Deidesheim.

## Wirken
1586 wird Wolfgang Friedrich I. als Student der Universität Perugia geführt, 1598 wurde er Rat des Kurfürst-Erzbischofs von Mainz
Wolfgang Friedrich I. besaß Güter und Rechte in Herrnsheim, der Schüttburg und war Mitherr von Clerf (französisch Clervaux; heute: Großherzogtum Luxemburg). Er war zudem kurfürstlich-mainzer Oberamtmann in Nieder-Olm und Gau-Algesheim und Hauptmann der Oberrheinischen Reichsritterschaft, ein Amt, das auch schon sein Vater innehatte.

## Tod
Bestattet wurde Wolfgang Friedrich I. von Dalberg in St. Peter in Herrnsheim.